# ستاري غراد
ستاري غراد (بالبوسنوية: Stari Grad)‏ وتعني "البلدة القديمة"، هي بلدية في مدينة سراييفو عاصمة البوسنة والهرسك. تضُم البلدية الجزء الأقدم والأكثر أهمية تاريخيًا في سراييفو. حسب إحصاء سنة 2013 فقد بلغ عدد سُكان المدينة 36,976 نسمة.

## روابط خارجية
- الموقع الرسمي لبلدية ستاري غراد